# Стокгольм-Скавста
Аеропорт Стокгольм-Скавста (швед. Stockholm Skavsta flygplats) (IATA: NYO, ICAO: ESKN) — міжнародний аеропорт у Швеції, розташований біля міста Ничепінг, за 100 кілометрів на південний захід від Стокгольма. П'ятий за величиною аеропорт Швеції, з можливістю обслуговувати 2,5 мільйона пасажирів щорічно.
Станом на 2022 рік обслуговує тільки лоукост-авіакомпанію Wizz Air. До жовтня 2021 року рейси також виконувала компанія Ryanair, після чого вона повністю перевела рейси до основного аеропорту Стокгольма — Арланди.
Аеропорт розташований далеко за межами муніципалітету Стокгольма та округу Стокгольм, але використовує назву «Стокгольм» для маркетингових цілей. На місцевому рівні аеропорт називається просто «Скавста».

## Історія
Аеродром був авіабазою під час Другої світової війни, потім використовувався військовими Швеції і 1980 року був виведений з експлуатації.
Рада комуни Ничепінг, де знаходиться аеропорт, у 1984 році вирішила взяти на себе контроль і відновити діяльність аеропорту. Таким чином, у 1998 році муніципальна рада Ничепінга виставила на продаж 90 % капіталу аеропорту, з метою посилення його комерційного управління і забезпечення інвестицій для його розширення. Комуна придбала цю частку акцій і почала трансформувати Скавсту, яка стала другим аеропортом Стокгольма і зручним варіантом для жителів, які живуть на південь від столиці Швеції.
Аеропорт розрахований на 2,5 млн пасажирів на рік і підлягає розширенню в майбутньому. Він обслуговується компанією-оператором ADC & HAS, яка володіє багатьма іншими аеропортами по всьому світу.

## Авіалінії та напрямки, березень 2022

### Пасажирські
Авіакомпанії, які пропонують регулярні рейси до та з аеропорту Стокгольм-Скавста:

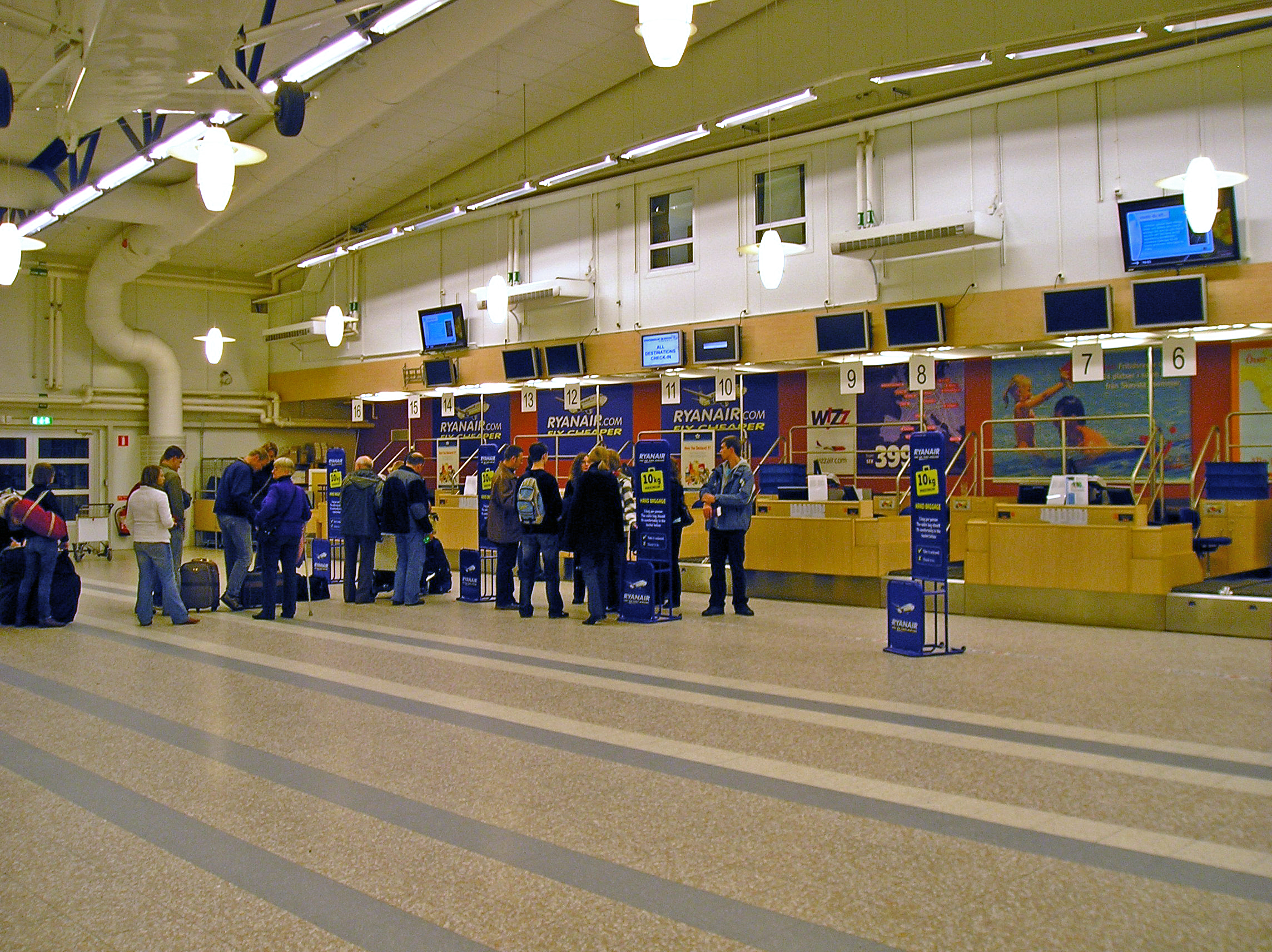
Зал реєстрації

| Авіакомпанія | Пункт призначення |
| ------------ | --- |
| Wizz Air     | Баня-Лука, Белград, Бухарест, Будапешт, Гданськ, Катовиці, Краків, Сараєво, Скоп'є, Тирана, Тузла, Вільнюс, Варшава-Шопен, Вроцлав |

## Пасажирообіг
Див. джерело запитів Вікіданих та джерела.

## Наземний транспорт

### Автомобілі
Аеропорт має довго- і короткотривалий паркінги, звідки можна дійти до терміналу пішки.

### Автобуси
Автобуси компанії Flygbussarna щогодини з 9 ранку до півночі курсують між аеропортом і міським терміналом в центрі Стокгольма. Час подорожі близько 90 хвилин. Також є автобуси, які прямують з аеропорту в Седертельє, Лінчепінг, Норрчепінг і мають місцеві зупинки в південних районах Стокгольма. Також є місцеві автобуси в центр Ничепінга і до його залізничної станції.

### Поїзд
Залізнична станція Ничепінг (швед. Nyköping) розташовується за 7 км. Тут їздять регіональні потяги за маршрутом Лінчепінг — Стокгольм — (Євле).

## Інциденти
9 жовтня 1974 року Douglas C-47 Skytrain Військово-повітряних сил Швеції зазнав катастрофи на підході до аеродрому Ничепінг. Усі 27 людей на борту вижили.